# Noddy Holder

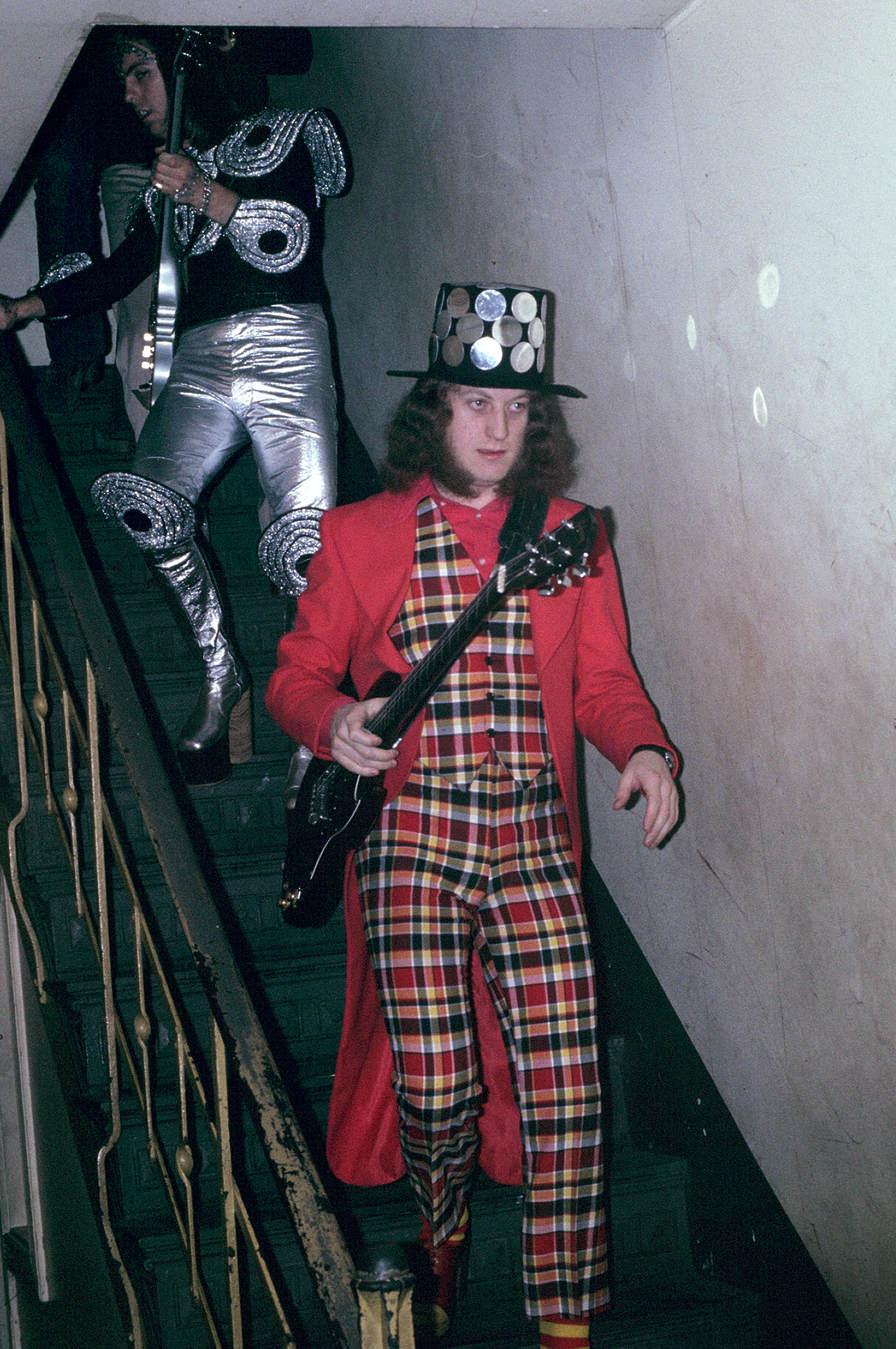
Noddy Holder în 1973

Neville John "Noddy" Holder MBE (n. 15 iunie 1946) este un muzician și actor englez cel mai cunoscut ca vocalist, unul dintre chitariști și ocazional basist al trupei rock Slade.
Holder a scris majoritatea cântecelor Slade împreună cu basistul Jim Lea - ocazional claviaturist, violonist și chitarist. Holder a fost lăudat adesea pentru vocea sa distinctă.